# Quercus hemisphaerica
Quercus hemisphaerica — вид рослин з родини букових (Fagaceae); ендемік південного сходу США.

## Опис
Це напіввічнозелене дерево, яке швидко росте і відносно недовговічне. Цей вид досягає зрілості приблизно у віці 50 років, як правило, досягаючи 30–35 м. Крона округла.  Кора дуже нагадує Q . laurifolia. Гілочки сіро-коричневі, голі. Листки 3–12 × 1–4 см; вузько еліптичні або зворотно-яйцюваті, товсті; основа округла; верхівка загострена; обидва боки зелені, голі та блискучі; край цілий, не вигнутий, іноді з кількома зубами або частками біля верхівки; ніжка листка довжиною 6 мм, тьмяно-жовта. Цвіте навесні. Жолуді дворічні, сидячі; горіх від широко яйцюватого до півсферичного, 9–16 × 9–16 мм, гладкий; чашечка блюдцеподібної до чашоподібної форми, заввишки 3–10 мм і 11–18 мм завширшки, укриває 1/4–1/3 горіха.

## Середовище проживання
Ендемік південного сходу США: Алабама, Флорида, Джорджія, Луїзіана, Міссісіпі, Північна Кароліна, Південна Кароліна, Техас, Вірджинія.
Зростає на помірно сухих піщаних ґрунтах, на чагарникових гірках, берегах струмків і стабілізованих дюнах на пляжах і островах. Трапляється на висотах 0–150 м.

## Використання
Регулярне виробництво видом великих врожаїв жолудів робить його важливим джерелом їжі для багатьох видів дикої природи, включаючи вивірок, диких индиків та білохвостих оленів. Дуб використовується для дров і висаджується як тінисте міське дерево на півдні завдяки швидкому зростанню та напіввічнозеленим властивостям.

## Загрози
Зараження цвіллю Phytophthora cinnamomi підозрюють як фактор зниження чисельності дуба у Флориді.

## Галерея

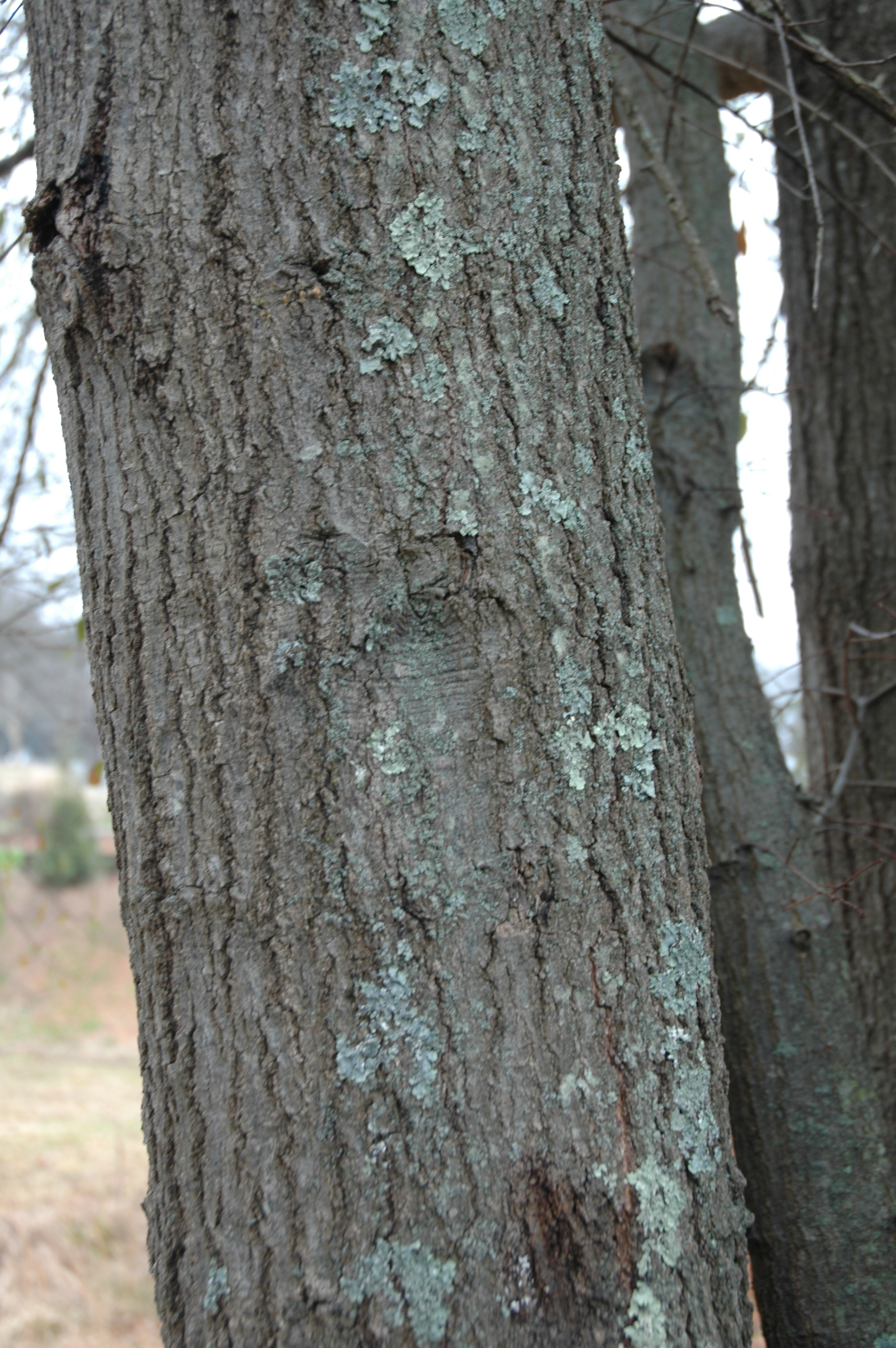
стовбур
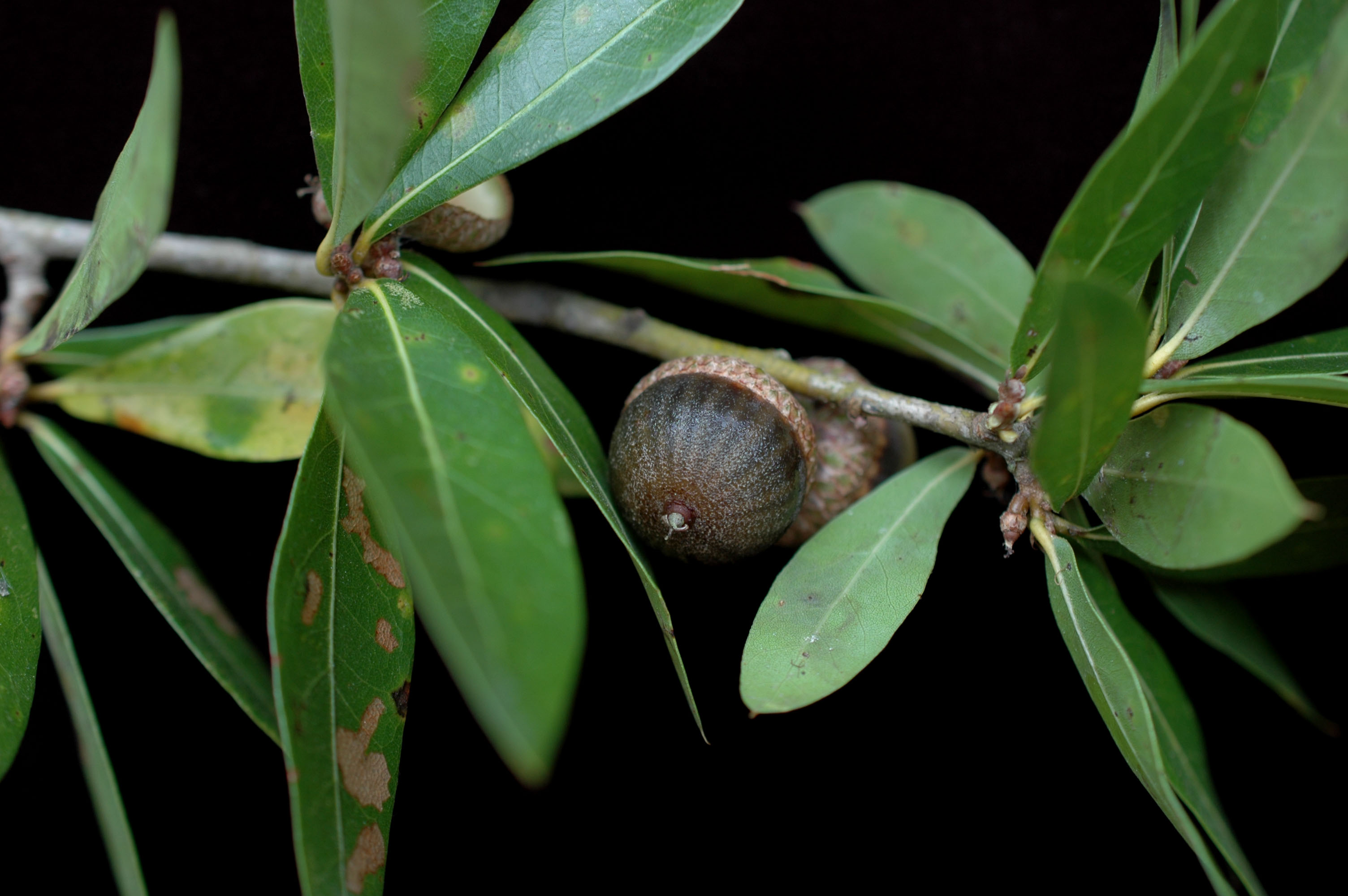
гілка з листям і жолудями